# Itaperuna (ort)
Itaperuna är en ort i Brasilien.   Den ligger i kommunen Itaperuna och delstaten Rio de Janeiro, i den sydöstra delen av landet, 900 km sydost om huvudstaden Brasília. Itaperuna ligger 123 meter över havet och antalet invånare är 84 435.
Terrängen runt Itaperuna är platt västerut, men österut är den kuperad. Det finns inga andra samhällen i närheten. 
Omgivningarna runt Itaperuna är huvudsakligen savann. Runt Itaperuna är det ganska tätbefolkat, med 179 invånare per kvadratkilometer.